# Natação artística no Campeonato Mundial de Esportes Aquáticos de 2023 - Rotina técnica dueto

A competição de natação artística na categoria de rotina técnica dueto no Campeonato Mundial de Esportes Aquáticos de 2023 fora realizada nos dias 14 e 16 de julho de 2023 na Marine Messe Fukuoka em Fukuoka, no Japão. Ao todo, 38 Comitês Olímpicos Nacionais participaram do evento em duplas, totalizando 76 atletas.

## Cronograma
Todos os horários estão na Hora Legal Japonesa (UTC+09).
| Data        | Hora  | Evento        |
| ----------- | ----- | ------------- |
| 14 de junho | 15:00 | Eliminatórias |
| 16 de junho | 19:30 | Final         |

## Formato da competição
A competição consiste em duas rodadas: preliminar e final. As 12 melhores duplas avançam até a final e aquela com o melhor tempo garante a medalha de ouro. 

## Medalhistas
| Ouro                                | Prata                                      | Bronze                              |
| Japão · Moe Higa · Mashiro Yasunaga | Itália · Linda Cerruti · Lucrezia Ruggiero | Espanha · Alisa Ozhogina · Iris Tió |

## Resultados
| Pos. | CON                                          | Nadadoras      | Eliminatória | Eliminatória | Final         | Final         |
| Pos. | CON                                          | Nadadoras      | Pontos       | Pos.         | Pontos        | Pos.          |
| ---- | -------------------------------------------- | -------------- | ------------ | ------------ | ------------- | ------------- |
| 1    | Moe Higa Mashiro Yasunaga                    | Japão          | 215.2700     | 12           | 273.9500      | 1             |
| 2    | Linda Cerruti Lucrezia Ruggiero              | Itália         | 234.2667     | 8            | 263.0334      | 2             |
| 3    | Alisa Ozhogina Iris Tió                      | Espanha        | 228.7059     | 9            | 257.8368      | 3             |
| 4    | Wang Liuyi Wang Qianyi                       | China          | 280.3334     | 1            | 249.4099      | 4             |
| 5    | Anna-Maria Alexandri Eirini-Marina Alexandri | Áustria        | 275.3233     | 2            | 240.5117      | 5             |
| 6    | Sofia Malkogeorgou Evangelia Platanioti      | Grécia         | 236.1667     | 7            | 238.4784      | 6             |
| 7    | Bregje de Brouwer Noortje de Brouwer         | Países Baixos  | 259.9635     | 4            | 231.7799      | 7             |
| 8    | Kate Shortman Isabelle Thorpe                | Reino Unido    | 226.9067     | 10           | 228.3801      | 8             |
| 9    | Nuria Diosdado Joana Jiménez                 | México         | 244.2000     | 6            | 222.5667      | 9             |
| 10   | Maryna Aleksiiva Vladyslava Aleksiiva        | Ucrânia        | 274.1934     | 3            | 213.1599      | 10            |
| 11   | Shelly Bobritsky Ariel Nassee                | Israel         | 248.7284     | 5            | 208.4600      | 11            |
| 12   | Maria Gonçalves Cheila Vieira                | Portugal       | 217.5866     | 11           | 182.7332      | 12            |
| 13   | Hur Yoon-seo Lee Ri-young                    | Coreia do Sul  | 204.8133     | 13           | Não avançaram | Não avançaram |
| 14   | Noemi Büchel Leila Marxer                    | Liechtenstein  | 204.5567     | 14           | Não avançaram | Não avançaram |
| 15   | Laura Miccuci Gabriela Regly                 | Brasil         | 203.9234     | 15           | Não avançaram | Não avançaram |
| 16   | Melisa Ceballos Estefania Roa                | Colômbia       | 196.2966     | 16           | Não avançaram | Não avançaram |
| 17   | Megumi Field Ruby Remati                     | Estados Unidos | 196.0066     | 17           | Não avançaram | Não avançaram |
| 18   | Scarlett Finn Kenzie Priddell                | Canadá         | 192.0200     | 18           | Não avançaram | Não avançaram |
| 19   | Carolyn Buckle Kiera Gazzard                 | Austrália      | 189.6634     | 19           | Não avançaram | Não avançaram |
| 20   | Chiara Diky Lea Anna Krajčovičová            | Eslováquia     | 186.5100     | 20           | Não avançaram | Não avançaram |
| 21   | Arina Pushkina Yasmin Tuyakova               | Cazaquistão    | 184.2734     | 21           | Não avançaram | Não avançaram |
| 22   | Karolína Klusková Aneta Mrázková             | Chéquia        | 183.8601     | 22           | Não avançaram | Não avançaram |
| 23   | Diana Onkes Ziyodakhon Toshkhujaeva          | Uzbequistão    | 182.8649     | 23           | Não avançaram | Não avançaram |
| 24   | Hana Hiekal Malak Toson                      | Egito          | 179.0300     | 24           | Não avançaram | Não avançaram |
| 25   | Debbie Soh Miya Yong                         | Singapura      | 176.5883     | 25           | Não avançaram | Não avançaram |
| 26   | Pongpimporn Pongsuwan Supitchaya Songpan     | Tailândia      | 175.2599     | 26           | Não avançaram | Não avançaram |
| 27   | Blanka Barbócz Angelika Bastianelli          | Hungria        | 173.8016     | 27           | Não avançaram | Não avançaram |
| 28   | Isidora Letelier Rocío Vargas                | Chile          | 172.4133     | 28           | Não avançaram | Não avançaram |
| 29   | Sasha Miteva Dalia Plamenova Penkova         | Bulgária       | 168.6933     | 29           | Não avançaram | Não avançaram |
| 30   | Tiziana Bonucci Luisina Caussi               | Argentina      | 167.4149     | 30           | Não avançaram | Não avançaram |
| 31   | Kyra Hoevertsz Mikayla Morales               | Aruba          | 165.2667     | 31           | Não avançaram | Não avançaram |
| 32   | Nil Talu Esmanur Yirmibeş                    | Turquia        | 163.6001     | 32           | Não avançaram | Não avançaram |
| 33   | Andrea Maroto Raquel Zúñiga                  | Costa Rica     | 159.2233     | 33           | Não avançaram | Não avançaram |
| 34   | Eva Morris Eden Worsley                      | Nova Zelândia  | 157.3483     | 34           | Não avançaram | Não avançaram |
| 35   | Gabriela Alpajón Dayaris Varona              | Cuba           | 156.8600     | 35           | Não avançaram | Não avançaram |
| 36   | Agustina Merida Lucía Pérez                  | Uruguai        | 153.1900     | 36           | Não avançaram | Não avançaram |
| 37   | Ao Weng I Chau Cheng Han                     | Macau          | 152.1800     | 37           | Não avançaram | Não avançaram |
| 38   | Jess Hayes-Hill Laura Strugnell              | África do Sul  | 126.7933     | 38           | Não avançaram | Não avançaram |